# Kyle Killen
Kyle Killen es el creador de la serie de FOX Lone Star y Awake, como también el guionista de la película The Beaver.